# Maria-Luisa Flonta
Maria-Luisa Flonta (n. 21 iulie 1944, Timișoara, România) este un biolog român, membru titular al Academiei Române.

## Biografie
S-a născut la 21 iulie 1944 în Timișoara. A urmat studiile primare la Școala nr. 10, iar cele liceale la Liceul ,,Nicolae Bălcescu” din Cluj-Napoca. Studiile universitare în domeniul biologie le-a urmat în cadrul Universității Babeș-Bolyai din Cluj-Napoca (1967)
După absolvirea studiilor universitare a urmat un post de preparator la Universitatea din București, iar între anii 1969-1989 a activat ca asistent la catedra de Fiziologie. 
În anul 1972 a devenit doctor în biologie, cu o teză de doctorat intitulată „Studiu citofiziologic al ciclului de sinteză și secreție al insulinei în celula B-pancreatică la reptile”. 
Timp de trei ani(1971-1974) a efectuat un stagiu de pregătire și lucru experimental la Institut für Diabetesforschung din München, Germania. În 1990 a devenit lector al secției de fiziologie și biofizică, iar un an mai târziu conferențiar. 
În anul 1995 a întemeiat programului de master în neurobiologie, iar în 1996 a devenit șef de catedră la catedra de Fiziologie Animală și Biofizică a Facultății de Biologie a Universității din București.
Din anul 2002 este director al Bazei de Cercetare cu Utilizatori Multiplii: Neurobiologie și Fiziologie Moleculară, director al Centrului de Neurobiologie și Fiziologie Moleculară din cadrul Facultății de Biologie a Universității București.
În 2011 ea a devenit membru corespondent al Academiei Române iar în 2024 a devenit membru titular.

## Opere
A publicat cărți, capitole de cărți și numeroase studii atât la edituri naționale, cât și internaționale. 

### Cărți sau capitole
M.L. Flonta, i. Ardelean, D. Canja,  „Bioelectrochemical fuell cells with Anabena sp.”,  în: N. Murata, Kluwer Acad.(Ed.),  Research in Photosynthesis, vol. II, 1992. 
M.L. Flonta, ,,Specific Interactions in Ionic Transport through Biological Membranes”, în: Z. Simon, N. Voiculeț, I. Motoc(Ed),  Specific Interactions and Biological Recognition Processes, USA, CRC Press Inc, 1993. 
M. L. Flonta, I. Ardelean, V. Ristoiu, G. Zarnea, „Respiratory and photosynthetic response in salt stressed Synechocystis PCC 68303”, în: P. Mathis, Kluwer Acad. Publ.,  Photosynthesis: From Light to Biosphere, vol. IV, 1995. 
M.L.Flonta, I. Ardelean, S. Tunaru, G. Teodosiu, M. Enache, L. Dumitru, G. Zarnea,  „Increased respiratory activity in light in salt stressed Synechocystis PCC 6803. Potentiometric Method to Measure Respiratory Electron Transport in intact cells”, în: Peschek et al., Kluwer Academic / Plenum Publishers (Ed.),  The Phototrophic Prokaryotes, vol. 47, New York, 1999. 
M.L Flonta, B. Macri, G. Stoian, „The Active Compounds from Hyperici herba: Traditional versus Modern Knowledge”, în: JN Govil, VK Singh, C. Arunachalam, Studium Press(Ed.), Recent Progress in Medicinal Plants, vol.13 Search for Natural Drugs, LLC, USA, 2006. 
M.L. Flonta, V. Ristoiu, „Building elements of the adaptive and pathological pain neural networks”, în: I. Opris, M. Casanova, Springer Nature(Ed.), Physics of the Mind and Brain Disorders, 2017. 

## Titluri și distincții

### Brevete
Brevet de invenție OSIM, RO nr.112020 C, Instalație pentru obținerea apei potabile standard din deșeul isotopic de la fabricarea apei grele, 1998. 

#### Premii
Premiul „Nicolae Simionescu“ al Academiei Române, 2001